# Lijst van afleveringen van Lost (seizoen 6)
Deze lijst geeft een overzicht van de verschillende afleveringen van het zesde en laatste seizoen van de Amerikaanse televisieserie Lost. Dit seizoen telt 18 afleveringen.
De makers van de serie hebben besloten dat Seizoen 6 het laatste seizoen zijn, zodat de fans gegarandeerd wordt dat dit het "bedoelde" einde is van Lost. ABC heeft overwogen om een spin-off van de serie te beginnen, maar heeft uiteindelijk dit plan verworpen. Er waren eerst 17 afleveringen gepland voor dit seizoen, maar later werd bekend dat de opening van het seizoen 2 uur zal bedragen. Dus niet de 120ste, maar de 121ste en laatste aflevering werd op 23 mei 2010 uitgezonden.
Seizoen 6 concentreert zich op de onopgeloste mysteries die zich op het eiland afspelen, en op wat er moet gebeuren om de twee tijdlijnen, die schijnbaar zijn gecreëerd na de ontploffing van Jughead, bij elkaar te voegen, en wat dit zal betekenen voor de personages. Dit alles gaat gepaard met veel gevechten, vragen en de dood van vele personages.
Carlton Cuse verklaarde op de Comic-Con bijeenkomst van 2009 dat de laatste reeks afleveringen lijken op de begindagen van de show. De kijker hoeft niet te vrezen dat door een of andere bizarre verhaalwending gebeurtenissen uit de voorbije jaren te niet worden gedaan. Cuse vertelde ook dat het tijdreizen en de flashforwards niet meer zullen voorkomen, in plaats daarvan zijn er nu flash-sideways, die schijnbaar tonen wat zou er gebeuren als Oceanic 815 nooit was gecrasht. Feitelijk gaat het wel om flashforwards, daar aan het einde van de show de aard van de flashbacks wordt onthuld: de personages uit de show ontmoeten elkaar na de dood.

## Overzicht
| Nr. | Titel                | Flash-Sideway        | Regisseur         | Schrijver(s)                                      | Uitzenddatum     | Uitzenddatum     | Uitzenddatum     |  |
| --- | -------------------- | -------------------- | ----------------- | ------------------------------------------------- | ---------------- | ---------------- | ---------------- |  |
| 6-01 (104) | LA X, Part I         | Meerdere             | Jack Bender       | Damon Lindelof & Carlton Cuse                     | 2 februari 2010  | 5 februari 2010  | 19 december 2010 |  |
| Na de ontploffing van de bom Jughead in seizoen 5 is iedereen uit 1977 terug getransporteerd naar 2007, en de bom lijkt niet gewerkt te hebben. Kate ontdekt een nog levende Juliet onder al het puin, en nadat Sawyer afscheid van haar neemt, sterft ze in zijn armen. De groep gaat vervolgens op pad om Sayid te redden, maar wordt gevangengenomen in De Tempel waar Sayid, ondanks enkele pogingen tot redding, toch sterft aan z'n verwondingen. Ondertussen ontdekken Richard en de Anderen dat John Locke dood is, en iemand anders zich dus als hem heeft voorgedaan, en Ben ontdekt al snel dat "Het Monster" hiervoor verantwoordelijk is. In de flash-sideways wordt vlucht Oceanic 815 getoond met alle passagiers aan boord, inclusief degenen die gestorven zijn op het eiland, maakt zich gereed om te landen in Los Angeles. |                      |                      |                   |                                                   |                  |                  |                  |  |
| 6-02 (105) | LA X, Part II        | Meerdere             | Jack Bender       | Damon Lindelof & Carlton Cuse                     | 2 februari 2010  | 5 februari 2010  | 19 december 2010 |  |
| Sawyer en Miles begraven Juliet, en Miles ontdekt dat Juliet wilde zeggen dat "het gelukt is". In de flash-sideways ontsnapt Kate van haar politiebegeleider en krijgt hulp van Sawyer. Ze vordert een taxi, waar een hoogzwangere Claire ook in zit. Op het eiland valt het Monster Bram en z'n mannen aan en vermoordt hen, terwijl het Bens leven spaart. Als Ben en "Locke" zich later naar buiten begeven, siddert Richard van angst als hij doorheeft wie precies hij voor zich heeft. "Locke" slaat Richard dan bewusteloos en zegt tegen de Anderen dat hij zwaar teleurgesteld in hen is. In de Tempel wordt er voor bescherming gezorgd wanneer ze doorhebben dat Jacob dood is, en uit het niets komt Sayid tot leven met de vraag "Wat is er gebeurd?". |                      |                      |                   |                                                   |                  |                  |                  |  |
| 6-03 (106) | What Kate Does       | Kate&Claire          | Paul Edwards      | Edward Kitsis & Adam Horowitz                     | 9 februari 2010  | 12 februari 2010 |                  |  |
| Nadat Sayid tot leven is gekomen, wordt hij door Dogen meegenomen om te worden "getest", wat enkele martelingen inhoudt. Later wordt hij teruggebracht naar de rest van de groep en krijgt Jack van Dogen een groene pil die Sayid moet innemen. Als Dogen hem weigert te vertellen wat voor medicijn het is, neemt Jack drastische maatregelen en ontdekt dat het puur vergif is om de infectie in Sayids lichaam te stoppen. Sawyer verlaat de Tempel en in een openhartig gesprek met Kate onthult hij dat hij van plan was Juliet ten huwelijk te vragen. Hij voegt eraan toe dat hij Kate niet de schuld geeft van Juliets dood, en dat hij haar zelf had gevraagd op het eiland te blijven. In de flash-sideways is Kate op de vlucht en deelt een taxi met de hoogzwangere Claire, die vervolgens weeën krijgt en door Kate naar het ziekenhuis wordt gebracht. Wanneer de politie navraag doet naar Kate bij Claire, houdt Claire haar mond en ze beschermt Kate. Op het eiland is Jin op de vlucht voor de Anderen en hij wordt op het nippertje gered door een verwilderde Claire, die al drie jaar lang alleen in de jungle leeft. |                      |                      |                   |                                                   |                  |                  |                  |  |
| 6-04 (107) | The Substitute       | Locke                | Tucker Gates      | Elizabeth Sarnoff & Melinda Hsu Taylor            | 16 februari 2010 | 19 februari 2010 |                  |  |
| De Man in Black, nog steeds vermomd als John Locke, gaat verder met z'n taak om Sawyer te manipuleren en neemt hem mee naar een afgelegen grot die zich bevindt in een klif aan de zee. Hier laat hij Sawyer duizenden in de wanden gekraste namen zien. De namen zijn die van Oceanic-overlevenden, van Anderen, en van onbekenden. De enige namen die niet doorgekrast zijn, zijn die van Sawyer, Jack, Sayid, Sun of Jin (alleen de laatste naam stond er) en Hurley. De Man in Black legt uit dat deze namen kandidaat staan voor een project van Jacob, maar vertelt Sawyer dat hij dit helemaal niet hoeft te doen, en ook gewoon met hem mee kan en het eiland af proberen te komen. In de flashsideways is Locke nog altijd verlamd, maar is zijn relatie met Helen niet verbroken en gaan ze zelfs trouwen. Hij krijgt een tijdelijke baan als leraar op een middelbare school, waar hij ook de geschiedenisleraar ontmoet: Benjamin Linus. Bij het strand beslist Ilana dat ze onmiddellijk naar de Tempel moeten, maar Sun zegt dat ze Locke eerst moeten begraven. Na hem te hebben begraven houdt Ben een kleine toespraak, waarin hij z'n excuses aan Locke aanbiedt omdat hij hem vermoord heeft, waarop Frank mompelt dat dit de meeste bizarre begrafenis is die hij ooit heeft bijgewoond. |                      |                      |                   |                                                   |                  |                  |                  |  |
| 6-05 (108) | Lighthouse           | Jack                 | Jack Bender       | Damon Lindelof & Carlton Cuse                     | 23 februari 2010 | 26 februari 2010 |                  |  |
| Hurley krijgt bezoek van Jacob, die hem opdraagt met Jack op een missie te gaan die hem zal helpen zichzelf met andere ogen te bekijken. Jack gaat aarzelend mee en ze komen uit bij een vuurtoren die ze nooit eerder hebben gezien. Op de top ontdekt Jack dat de gradenschaal van de vuurtoren is bezaaid met namen van overlevenden en Anderen, waarbij elke graad gelijk staat aan één naam. Na de pijl naar zijn naam te hebben gedraaid, ziet Jack in de lichtspiegels een glimp van zijn ouderlijk huis, waarop hij woedend de spiegels verwoest. In de flash-sideways blijkt Jack een 13-jarige zoon David te hebben met wie hij maar weinig contact heeft. Wanneer David plotseling verdwijnt ontdekt Jack dat z'n zoon een auditie heeft bij het conservatorium en hij rijdt ernaartoe. Na afloop vertelt Jack David dat hij trots op hem is, en de twee lijken wat dichter tot elkaar te zijn gekomen. Op het eiland heeft Jin een gesprek met Claire, die nog steeds naar Aaron zoekt, niet wetende dat hij al drie jaar niet meer op het eiland is. Ze krijgen later bezoek van een "vriend" van Claire, die de Man in Black blijkt te zijn. |                      |                      |                   |                                                   |                  |                  |                  |  |
| 6-06 (109) | Sundown              | Sayid                | Bobby Roth        | Paul Zbyszewski & Graham Roland                   | 2 maart 2010     | 5 maart 2010     |                  |  |
| Sayid confronteert Dogen met het vergif dat hij hem wilde toedienen, en Dogen stuurt hem naar buiten waar de Man in Black staat te wachten. Hij geeft hem een taak, en Sayid gaat terug naar de Tempel waar hij aankondigt dat de Man in Black na zonsondergang iedereen die zich niet overgeeft zal vermoorden. Kate hoort van Miles dat Claire terug is en eist om haar te kunnen spreken. Kate legt haar uit dat Aaron in Los Angeles woont en inmiddels al drie jaar oud is. In de flash-sideways komt Sayid aan bij Nadia's huis, waar blijkt dat zij getrouwd is met z'n broer. Wanneer z'n broer in elkaar wordt geslagen, wordt Sayid naar een oud restaurant gebracht waar Martin Keamy hem opwacht en uitlegt dat Sayids broer geld van hem had geleend, maar weigert terug te betalen. Sayid weet zich los te rukken, schiet iedereen neer, en vindt vervolgens Jin vastgebonden in de koelcel. Op het eiland is het zonsondergang en Sayid vermoordt Dogen en Lennon terwijl de Man in Black als het rookmonster de Tempel binnen raast en iedereen vermoordt. Miles botst tegen Ilana en Frank op, die samen met Sun en Ben de Tempel hebben bereikt, en ze leidt hen naar een geheime kamer waar niemand hen kan vinden. Kate overleeft de aanval, en wanneer het Monster zich terugtrekt, sluiten zij, Claire en Sayid zich aan bij de Man in Black, die nu een leger heeft opgebouwd. |                      |                      |                   |                                                   |                  |                  |                  |  |
| 6-07 (110) | Dr. Linus            | Ben                  | Mario Van Peebles | Edward Kitsis & Adam Horowitz                     | 9 maart 2010     | 12 maart 2010    |                  |  |
| Na te zijn ontsnapt uit de Tempel, loopt Ben de rest van z'n groep tegen het lijf. Ilana vraagt Miles in te zien wie Jacob werkelijk heeft vermoord, en na z'n gave te hebben gebruikt vertelt hij dat het Ben was. Ze gaan terug naar het strand waar Ilana Ben vastlegt aan een ketting en hem zijn eigen graf laat graven. De Man in Black komt langs en bevrijdt Ben uit z'n ketting en nodigt hem uit zich bij z'n groep aan te sluiten. In de flash-sideways is Ben geschiedenisleraar en maakt plannen om directeur van de school te worden. Hij ontdekt dat er een prijs aan vastzit, namelijk het feit dat zijn beste en favoriete leerling niet naar haar favoriete universiteit zal mogen. In tegenstelling tot de Ben die op het eiland opgroeide, maakt deze Ben de beslissing zijn plannen te laten varen en in ruil hiervoor zijn studente naar haar universiteit te laten gaan. Terug op het eiland horen Jack en Hurley van de massamoord in de Tempel en ze komen onderweg Richard tegen, die vertelt dat zijn lange leven zinloos is geworden nu zijn meester (Jacob) dood is. Hij vraagt Jack hem te vermoorden omdat hij dat zelf niet kan. Jack toont aan dat hij dat niet kan, omdat Jacob ook hem speciaal heeft gemaakt. Ben rent ondertussen voor z'n leven met Ilana op de hielen. Wanneer hij een geweer vindt en dat op haar richt, legt hij uit dat hij zich verraden voelt door Jacob, de man voor wie hij alles opgaf, zelfs het leven van z'n eigen dochter. Ilana ziet dan in dat Ben een gebroken man is, en laat hem terugkomen naar het strand. Daar hebben ze een warme reünie met Jack en Hurley. Wat ze niet in de gaten hebben, is dat er vanuit zee een onderzeeër aankomt die hen bespiedt. Aan boord: Charles Widmore. |                      |                      |                   |                                                   |                  |                  |                  |  |
| 6-08 (111) | Recon                | Sawyer&Miles         | Jack Bender       | Elizabeth Sarnoff & Jim Galasso                   | 16 maart 2010    | 19 maart 2010    |                  |  |
| De overlevenden uit de Tempel keren met de Man in Black naar het kamp, en Kate herenigt zich weer met Sawyer. Ze wordt al snel aangevallen door Claire, die woedend is omdat zij Aaron heeft meegenomen van het eiland, drie jaar geleden. Claire biedt later haar excuses aan. De Man in Black geeft Sawyer een opdracht: ga naar het Hydra-eiland en check of het vliegtuig daar in orde is om mee weg te kunnen vliegen. Daar aangekomen ontdekt Sawyer dat alle overige Ajira-passagiers dood zijn, op een na: Zoe. Sawyer heeft al snel door dat Zoe niet in de Ajira-vlucht zat en wil naar haar baas worden gebracht: Charles Widmore. In de flash-sideways is Sawyer nog altijd op zoek naar Anthony Cooper, de moordenaar van z'n ouders. Hij blijkt echter geen crimineel maar detective te zijn, met Miles als partner. Sawyer heeft een date met Charlotte Lewis, maar verpest het als ze per ongeluk zijn onderzoek naar Cooper ontdekt. Hij en Miles worden later betrokken bij een auto-ongeluk, en als ze de bestuurder achterna rennen, blijkt het Kate te zijn. Sawyer herkent haar van het vliegveld. Terug op het eiland keert Sawyer terug naar de Man in Black, en vertelt dat Widmore verwacht dat hij de Man in Black aan hem zal overhandigen. De Man in Black besluit een plan te maken. Sawyer vertelt Kate dat hij niet van plan is mee te vechten, maar dat hij en Kate samen met de onderzeeër zullen ontsnappen. |                      |                      |                   |                                                   |                  |                  |                  |  |
| 6-09 (112) | Ab Aeterno (FB)      | Richard              | Tucker Gates      | Melinda Hsu Taylor & Greggory Nations             | 23 maart 2010    | 26 maart 2010    |                  |  |
| De groep bij het strand vraagt zich af wat ze nu moeten doen, en Ilana vertelt dat volgens Jacob Richard het antwoord zou weten. Richard heeft echter opgegeven; volgens hem zijn ze niet meer in leven en is het eiland eigenlijk de hel. Hij verlaat de groep terwijl flashbacks laten zien hoe hij op het eiland is gekomen. Nadat hij in de 19e eeuw per ongeluk een dokter doodt die zijn vrouw moet redden, wordt Richard gevangengenomen en later op een slavenschip gezet. Tijdens een storm ramt het schip het standbeeld en spoelt aan op het eiland. Alleen drie slaven waaronder Richard overleven, maar de andere twee worden al snel vermoord door het Monster. Dan komt de Man in Black tevoorschijn en helpt hem uit zijn boeien nadat Richard heeft beloofd de duivel te vermoorden. Hij blijkt er in te zijn geluisd want de duivel is eigenlijk Jacob, met wie de Man in Black al jaren in oorlog is. Jacob biedt Richard onsterfelijkheid aan in ruil voor zijn hulp. Hij wordt Jacobs adviseur en zal nieuwe mensen op het eiland helpen bij hun zoektocht. Van de Man in Black krijgt hij de ketting van zijn overleden vrouw Isabella met de belofte dat het aanbod altijd zal blijven gelden. Als hij 170 jaar later, weer in 2007, op het aanbod wil ingaan brengt Hurley een boodschap van Isabella: ze hoopt dat hij niet zal opgeven. Samen keren ze terug naar de groep, terwijl de Man in Black van afstand toekijkt. |                      |                      |                   |                                                   |                  |                  |                  |  |
| 6-10 (113) | The Package          | Jin&Sun              | Paul Edwards      | Paul Zbyszewski & Graham Roland                   | 30 maart 2010    | 2 april 2010     | 23 januari 2011  |  |
| Jin maakt het besluit om te ontsnappen van de groep die zich heeft aangesloten bij de Man in Black om zo Sun te vinden. Voordat hij dit kan doen wordt de groep aangevallen en wordt Jin meegesleurd naar Widmore. Widmore laat foto's zien van Ji Yeon, Sun en Jins dochtertje, en Widmore belooft Jin dat als hij doet wat hij zegt, Widmore Jin en Sun weer met elkaar zal herenigen en ze hoogst persoonlijk terug naar LA zal sturen. De Man in Black is woedend als hij over de aanval hoort, aangezien hij nu z'n enige troef kwijt is om Sun bij z'n groep te krijgen. Sun heeft een ongeluk en verliest haar vermogen om Engels te spreken, waardoor ze niet meer kan communiceren met Jack en de rest. Richard keert terug naar het kamp met het besluit ze te helpen. In de flash-sideways blijken Sun en Jin niet getrouwd te zijn, maar een afaire met elkaar hebben die zou worden afgekeurd door Suns vader. Martin Keamy komt langs en vraagt om de $25.000 die Jin hem zou moeten geven, maar kwijt is geraakt op het vliegveld. Keamy neemt Jin mee naar het restaurant, en Sayid komt vervolgens binnen en schiet Keamy neer. Mikhail neemt Sun mee naar het restaurant, en wordt niet veel later door Jin in z'n oog geschoten. Sun wordt ook per ongeluk geraakt en onthult dan aan Jin dat ze zwanger is. Terug op het eiland belooft Jack Sun dat hij Jin zal vinden voor haar. Jin wordt ondertussen op de hoogte gebracht van het pakketje dat zich aan boord bevindt, en ontdekt niet veel later dat dit niemand minder dan Desmond is. |                      |                      |                   |                                                   |                  |                  |                  |  |
| 6-11 (114) | Happily Ever After   | Desmond              | Jack Bender       | Carlton Cuse & Damon Lindelof                     | 6 april 2010     | 9 april 2010     | 23 januari 2011  |  |
| Desmond ontwaakt uit z'n slaap en ontdekt dat hij terug is op het eiland. Widmore begrijpt hoe moeilijk het moet zijn, maar heeft Desmond nodig om "iets" recht te zetten. Desmond wordt bestraald met elektro-magnetisme en bevindt zich de flash-sideways in 2004, nadat hij net geland is in LA. Hij wordt opgedragen Charlie Pace te vinden en hem mee te nemen naar een feest van Widmore. Charlie blijkt echter belangrijkere dingen aan z'n hoofd te hebben en vertelt Desmond dat hij steeds droomt over een blonde jonge vrouw en is ervan overtuigd dat hij haar kent en zijn grote liefde is. Na een ongeluk begint Desmond zich dingen te herinneren die hij nooit heeft meegemaakt, zoals Charlies dood op het eiland en z'n relatie met Penny. Op de voorbereidingen van het feest ontmoet Desmond Widmores vrouw Eloise, die Desmond er op wijst zich "aan de regels te houden." Desmond wordt opgezocht door Daniel Faraday, die hem vertelt dat er iets goed mis is en hij het gevoel heeft alsof hij een bom heeft af laten gaan wier kracht zo groot was dat het alles heeft veranderd, en dat ze zich daarom dingen herinneren die niet bij hen horen. Desmond weigert dit te geloven tot Faraday hem vertelt dat Penny z'n zus is. Desmond zoekt Penny op en vraagt haar uit. Hierna bevindt hij zich weer op het eiland en besluit Widmore te helpen. Hij wordt echter al snel meegenomen door Sayid, die hem nodig heeft voor een ander plan. In de flash-sideways vraagt een gelukkige Desmond aan z'n chauffeur of hij de lijst van de Oceanic 815-passagiers zou kunnen krijgen, om hen zo duidelijk te maken dat hun leven niet klopt. |                      |                      |                   |                                                   |                  |                  |                  |  |
| 6-12 (115) | Everybody Loves Hugo | Hurley               | Dan Attias        | Edward Kitsis & Adam Horowitz                     | 13 april 2010    | 16 april 2010    | 30 januari 2011  |  |
| In de flash-sideways is Hurley een succesvol persoon. Tijdens een date komt hij Libby tegen. Zij zegt dat ze elkaar kennen. Libby wordt meegenomen en ze blijkt in een gesticht te zitten. Hurley wil meer weten en gaat naar Libby toe. Als Libby Hurley kust, ziet hij ook beelden van het eiland. Desmond kijkt van een afstand, en hij rijdt vervolgens naar de school waar Ben en Locke werken. Daar rijdt hij Locke aan. Op het eiland ziet hij Michael bij het graf van Libby staan. Michael waarschuwt Hurley niet naar het Hydra-eiland te gaan, anders zijn er grote gevolgen. Ilana heeft dynamiet gehaald van de 'Black Rock'. Zij laat haar tas vallen en ze wordt opgeblazen. Richard en de groep gaan naar het schip toe om meer dynamiet te halen. Hurley glipt weg en blaast het schip op. Hij zegt dat het moest van Jacob en dat ze naar het kamp van 'Locke' moeten gaan. Richard gelooft het niet en samen met Ben en Miles gaan ze naar Dharmaville om dynamiet te halen om het vliegtuig op te blazen. Jack, Frank, Sun en Hurley gaan op weg naar de rest. Ze horen het gefluister en Michael verschijnt. Hij vertelt dat de geluiden komen van de geesten die nog steeds op het eiland zijn, maar niet weg kunnen. Bij kamp 'Locke' laat Sayid Desmond zien. Locke gooit hem in een put tijdens een gesprek. Als hij terug is in het kamp komen Hurley en de groep uit de jungle. |                      |                      |                   |                                                   |                  |                  |                  |  |
| 6-13 (116) | The Last Recruit     | Meerdere             | Steve Semel       | Paul Zbyszewski & Graham Roland                   | 20 april 2010    | 23 april 2010    | 30 januari 2011  |  |
| In de flash-sideways ontmoeten Jack en Claire elkaar, en ontdekken ze dat ze dezelfde vader hebben. Locke en Sun worden naar het ziekenhuis gebracht. Kate wordt overhoord door Sawyer. Na een tip houden Miles en Sawyer Sayid aan voor het vermoorden van de mensen in het restaurant. Terug op het eiland komt Zoe naar kamp Locke om te vragen om Desmond terug te geven, als ze dat niet doen vernietigen ze het kamp. Locke vraagt aan Sawyer om de boot op te halen, om samen naar het Hydra-eiland te gaan. Saywer heeft al een deal met Widmore en maakt zijn eigen plan. Kate en Sawyer halen de boot, en nemen Jack, Hugo, Sun en Frank mee. Locke vertelt dat Sayid Desmond moet doden als hij Nadia terug wil. Sayid laat Desmond leven en zegt tegen Locke dat hij dood is. Claire volgt de groep naar de boot en zij wil hen tegenhouden. Kate overtuigt haar dat Locke slecht is en ze gaat mee. Op de boot vertelt Jack Sawyer dat het geen goed idee is om van het eiland af te gaan en hij springt van de boot. Op het strand staat Locke met zijn groep te wachten. Op Hydra-eiland komen Jin en Sun weer samen, alleen worden ze snel verstoord. Widmore en zijn team nemen de groep gevangen. Het team van Widmore heeft Desmond nog steeds niet terug en valt de groep van Locke aan. Na een grote explosie neemt Locke Jack mee in de jungle en zegt hij dat Jack nu bij hem hoort. |                      |                      |                   |                                                   |                  |                  |                  |  |
| 6-14 (117) | The Candidate        | Jack&Locke           | Jack Bender       | Elizabeth Sarnoff & Jim Galasso                   | 4 mei 2010       | 7 mei 2010       |                  |  |
| Widmore en zijn team houden de groep vast in de kooien. Wanneer Jack en Sayid de groep bevrijden, vermoordt Locke in de gedaante van 'het rookmonster' het team van Widmore. De groep gaat naar het vliegtuig om weg te gaan. Als Locke daar een bom ontdekt, besluiten ze de duikboot van Widmore te nemen. Na een vuurgevecht wordt Kate geraakt. Jack gooit Locke in het water. Claire is net te laat, want de deur gaat dicht en de duikboot vertrekt. In de duikboot vind Jack een bom, die Locke erin heeft gestopt. Het blijkt een plan van Locke te zijn, maar Jack beseft dat te laat. Na een poging van Sawyer om de bom onschadelijk te maken gaat de bom aan. Sayid rent met de bom weg, net voordat ze ontploft. Sayid is dood en de duikboot is aan het zinken. Frank wordt geraakt door een deur, en valt bewusteloos op de grond. Sun zit klem, en Jin probeert haar wanhopig te bevrijden. Jack, Hugo, James en Kate vluchten uit de boot, en Sun en Jin blijven achter. Ze verdrinken hand in hand. Eenmaal terug op het eiland rouwen de overlevenden om de dood van hun vrienden. Ondertussen komt Claire erachter dat de duikboot is gezonken. Locke zet alles op alles om de rest te doden. In de flash-sideways legt Locke uit hoe hij verlamd is geraakt, krijgt Claire wat van haar dode vader met een onbekende betekenis en Locke begint zich dingen van het eiland te herinneren. |                      |                      |                   |                                                   |                  |                  |                  |  |
| 6-15 (118) | Across the Sea       | Jacob & Man in Black | Tucker Gates      | Carlton Cuse & Damon Lindelof                     | 11 mei 2010      | 14 mei 2010      |                  |  |
| In een flashback spoelt een vrouw aan op het eiland. Ze is zwanger en heeft een schipbreuk overleefd. Een vrouw op het eiland helpt haar. Het meisje heet Claudia en bevalt van een tweeling met de naam Jacob (in het wit) en voor de andere baby heeft ze geen naam (in het zwart, MIB). De vrouw neemt de baby's zelf en vermoordt Claudia. Dertien jaar later vindt MIB een spel, dat is aangespoeld. Ze houden het geheim, maar de moeder komt er toch achter. Ze vertelt dat MIB speciaal is. Tijdens de jacht op een zwijn komen Jacob en MIB erachter dat ze niet de enige zijn op het eiland. Ze vertellen dat aan hun moeder en die neemt ze mee naar een lichtgevende grot. Daar vertelt ze dat dit een speciale plek is die nooit ontdekt mag worden. MIB ziet de geest van Claudia. Zij vertelt het hele verhaal. MIB wil naar de anderen toe, samen met Jacob. Jacob wil niet en ze raken in een gevecht. MIB gaat alleen verder. Als ze volwassen zijn, bezoekt Jacob MIB en spelen ze het spel. De andere blijken overlevenden te zijn van de schipbreuk. Moeder is boos en gaat op bezoek bij MIB. Daar bouwen ze het wiel (onder de Orchidee). Daarmee willen ze van het eiland weg. Moeder laat dat niet toe en slaat MIB bewusteloos. Ze vernietigt het kamp van de anderen en vermoordt iedereen. Ze neemt Jacob snel mee naar de grot, en laat hem uit de fles drinken. Terug in de grot vermoordt MIB de moeder. Jacob is woest en neemt hem gedwongen mee naar de grot. Daar gooit hij MIB in. Uit het licht komt het rookmonster. Jacob vindt het lijk van MIB en neemt die mee naar de grot. Daar legt hij de moeder en MIB neer samen met de witte en zwarte stenen van het spel. Op het einde zien we Jack, Locke en Kate in seizoen 1 (House of the Rising Sun) die hun 'Adam en Eva' vinden. |                      |                      |                   |                                                   |                  |                  |                  |  |
| 6-16 (119) | What They Died For   | Meerdere             | Paul Edwards      | Edward Kitsis & Adam Horowitz & Elizabeth Sarnoff | 18 mei 2010      | 21 mei 2010      |                  |  |
| De kleine groep die nog over is na het ongeluk van de onderzeeër houdt zich schuil op het strand, terwijl ze een nieuw plan proberen te bedenken om de Man in Black te vernietigen. Ze besluiten Desmond te vinden, die weleens het antwoord op alles zou kunnen zijn. Onderweg wordt Hurley geconfronteerd met een jonge Jacob, en vervolgens de oudere Jacob, die ook gezien kan worden door Jack, Sawyer en Kate. Jacob vertelt hen dat iemand zijn taak als beschermer zal over moeten nemen. Jack offert zich ervoor op en Jacob maakt hem "net zoals hem". Miles, Ben en Richard gaan richting de barakken om de overgebleven explosieven te vinden en het Ajira-vliegtuig op te blazen. De Man in Black volgt hen en valt Richard aan, vermoordt vervolgens Zoe, en Ben vermoordt Widmore. Ben gaat met hem mee, terwijl Miles alleen achterblijft. In de flash-sideways zet Desmond zijn plan voort en heeft het voor elkaar gekregen Sayid en Kate bij elkaar te zetten. Ana Lucia helpt de drie te ontsnappen en krijgt geld van Hurley. Desmond neemt ze vervolgens mee naar "een concert". Terug op het eiland bereiken de Man in Black en Ben de put waar Desmond in zou moeten zit. De put is echter leeg. De Man in Black zegt dat dit goed uitkomt, omdat hij Desmond nodig zal hebben om het eiland te vernietigen. |                      |                      |                   |                                                   |                  |                  |                  |  |
| 6-17 (120) | The End, Part I      | Meerdere             | Jack Bender       | Damon Lindelof & Carlton Cuse                     | 23 mei 2010      | 28 mei 2010      |                  |  |
| Deel 1 van de eindepisode. De nieuwe beschermer van het eiland, Jack, gaat op weg om de Man in Black te vinden en hem te vermoorden. Eerst zullen ze echter hun gezamenlijke krachten moeten binden om Desmond in Het Licht te krijgen en zo z'n taak uit te voeren. Miles en Richard vinden Lapidus in de zee en nemen hem mee naar het Hydra-eiland om het vliegtuig op te blazen. Lapidus zegt dat het gemakkelijker is gewoon weg te vliegen, aangezien hij een piloot is. Jack en de Man in Black laten Desmond in Het Licht zakken, en hij schakelt het uit, waardoor het eiland instabiel wordt, waarop de Man in Black triomfantelijk aan Jack verklaart dat hij heeft gefaald. Hij vertrekt, maar Jack valt hem aan en de Man in Black merkt dat hij bloedt, waarop Jack nu op zijn beurt zegt dat de Man in Black heeft gefaald; hij is nu sterfelijk. In de flash-sideways heeft Desmond de meeste mensen bij elkaar gekregen om naar het concert te gaan van Widmore. Hurley heeft Sayid meegenomen, onderweg komen ze Shannon en Boone tegen. Nadat ze elkaar in de ogen kijken, herinneren Shannon en Sayid zich hun levens en relatie op het eiland en herenigen zich, en vertrekken vervolgens ook naar het concert. |                      |                      |                   |                                                   |                  |                  |                  |  |
| 6-18 (121) | The End, Part II     | Meerdere             | Jack Bender       | Damon Lindelof & Carlton Cuse                     | 23 mei 2010      | 28 mei 2010      |                  |  |
| Deel 2 van de eindepisode. Jack en de Man in Black zetten hun gevecht voort en de Man in Black moet vechten als een man nu hij sterfelijk is en niet langer meer in het Monster kan veranderen. Jack staat op het punt de Man in Black te vermoorden als hij ineens in z'n zij wordt gestoken. De Man in Black wil het mes in z'n keel steken, maar Kate schiet op de Man in Black, die vervolgens te pletter valt op de rotsen. De instabiliteit van het eiland neemt toe, en Jack realiseert zich dat hij zelf Het Licht in moet om het weer in te schakelen. Hij neemt afscheid van Sawyer en Kate, en vertrekt met Ben en Hurley naar de grotten. Daar aangekomen schakelt Jack het licht weer in en stuurt Desmond naar boven om geholpen te worden door Ben en Hurley. Sawyer en Kate springen de zee in om naar het Hydra-eiland te zwemmen, om zo met Lapidus en de rest het vliegtuig in te kunnen. In de flash-sideways is iedereen inmiddels aanwezig op het concert. Sayid, Desmond, Faraday, Shannon en Boone herinneren zich inmiddels hun leven op het eiland. Charlie ziet Claire en is verstijfd als hij haar herkent. Claire krijgt later weeën en bevalt van Aaron. Charlie en Claire herinneren zich alles en hebben een emotionele hereniging. In het ziekenhuis lopen Sawyer en Juliet, die Davids moeder blijkt te zijn, elkaar tegen het lijf, en ook zij herenigen zich met elkaar wanneer ze zich alles herinneren. Jack ontmoet Kate en herinnert zich alles. hij vergezelt haar naar een kerk waar de anderen ook zijn. Hier wordt de aard van de flash-sideways duidelijk, de personages bevinden zich in een vagevuur, en iedereen moest zich eerst alles herinneren voordat ze verder konden gaan naar de hemel. Op het eiland strompelt Jack naar de plek waar hij ooit wakker werd na de crash. Hij valt neer op z'n rug en Vincent de hond vergezelt hem. Terwijl Jack het Ajira-vliegtuig ziet overvliegen en weet dat Kate van het eiland is vertrokken, sluit hij z'n ogen en sterft. |                      |                      |                   |                                                   |                  |                  |                  |  |

## Kijkcijfers
| Aflevering # | Aflevering Titel     | Datum US    | Kijkcijfers US | Datum NL    | Kijkcijfers NL |
| ------------ | -------------------- | ----------- | -------------- | ----------- | -------------- |
| 6x01/6x02    | LA X, 1+2            | 2 februari  | 14.297.000     | 5 februari  | 332.000        |
| 6x03         | What Kate Does       | 9 februari  | 11.045.000     | 12 februari | 256.000        |
| 6x04         | The Substitute       | 16 februari | 9.819.000      | 19 februari | 231.000        |
| 6x05         | Lighthouse           | 23 februari | 10.194.000     | 26 februari | 154.000        |
| 6x06         | Sundown              | 2 maart     | 9.328.000      | 5 maart     | 162.000        |
| 6x07         | Dr. Linus            | 9 maart     | 9.651.000      | 12 maart    | 133.000        |
| 6x08         | Recon                | 16 maart    | 9.053.000      | 19 maart    | 214.000        |
| 6x09         | Ab Aeterno           | 23 maart    | 9.183.000      | 26 maart    | 225.000        |
| 6x10         | The Package          | 30 maart    | 10.229.000     | 2 april     | 175.000        |
| 6x11         | Happily Ever After   | 6 april     | 9.549.000      | 9 april     | 163.000        |
| 6x12         | Everybody Loves Hugo | 13 april    | 9.579.000      | 16 april    | 136.000        |
| 6x13         | The Last Recruit     | 20 april    | 9.531.000      | 23 april    | 173.000        |
| 6x14         | The Candidate        | 4 mei       | 9.590.000      | 7 mei       | 158.000        |
| 6x15         | Across the Sea       | 11 mei      | 10.319.000     | 14 mei      | 288.000        |
| 6x16         | What They Died For   | 18 mei      | 10.393.000     | 21 mei      | 186.000        |
| 6x17/6x18    | The End              | 23 mei      | 13.500.000     | 28 mei      | 148.000        |